# امامزاده حسین بن موسی کاظم
امامزاده حسین بن موسی کاظم، از فرزندان موسی کاظم و از برادران علی بن موسی الرضا است و آرامگاه وی در طبس، میدان امامزاده حسین واقع شده است. این بنا در زلزله سال ۱۳۵۷ بطور کلی ویران شد که دوباره بازسازی شد. این اثر در تاریخ ۲۰ بهمن ۱۳۱۸ با شمارهٔ ثبت ۳۳۷ به‌عنوان یکی از آثار ملی ایران به ثبت رسیده است. بنا بر نقل قول های مختلف آرامگاه وی در شیراز مشهور به حسین بن موسی و در کنار برادرش احمد بن موسی است.